# Lamprogaster maculipennis
Lamprogaster maculipennis är en tvåvingeart som beskrevs av Macquart 1847. Lamprogaster maculipennis ingår i släktet Lamprogaster och familjen bredmunsflugor. Inga underarter finns listade i Catalogue of Life.